# Tirà becplaner de cresta canyella
El tirà becplaner de cresta canyella (Platyrinchus saturatus) és un ocell de la família dels tirànids (Tyrannidae).

## Hàbitat i distribució
Habita els boscos de les terres baixes a l'extrem sud-est de Colòmbia, sud de Veneçuela, Guaiana, nord-est del Perú i Brasil amazònic.